# إيرل نايلور
إيرل نايلور (بالإنجليزية: Earl Naylor)‏ هو لاعب كرة قاعدة أمريكي، ولد في 19 مايو 1919 في كانساس سيتي في الولايات المتحدة، وتوفي في 16 يناير 1990 في وينتر هافن في الولايات المتحدة.

## وصلات خارجية
- إيرل نايلور على موقع دوري كرة القاعدة الرئيسي (الإنجليزية)
- إيرل نايلور على موقعبيزبول رفرنس.كوم (الدوري الرئيسي) (الإنجليزية)
- إيرل نايلور على موقعبيزبول رفرنس.كوم (الدوري الثانوي) (الإنجليزية)